# 加斯坦
加斯坦（法語：Gastins，法語發音：[ɡastɛ̃] ⓘ）是法国塞纳-马恩省的一个市镇，属于普罗万区。

## 地理
加斯坦（48°37'42"N, 3°1'11"E）面积14.95 平方千米，位于法国法蘭西島大區塞纳-马恩省，该省份为法国北部内陆省份，北起瓦兹省，西接埃松省、马恩河谷省、塞纳-圣但尼省和瓦兹河谷省，南至卢瓦雷省，东南接约讷省，东临马恩省和奥布省，东北接埃纳省。
与加斯坦接壤的市镇（或旧市镇、城区）包括：佩西、基耶尔、万勒、克洛方丹、库尔帕莱、布里地区拉克鲁瓦。

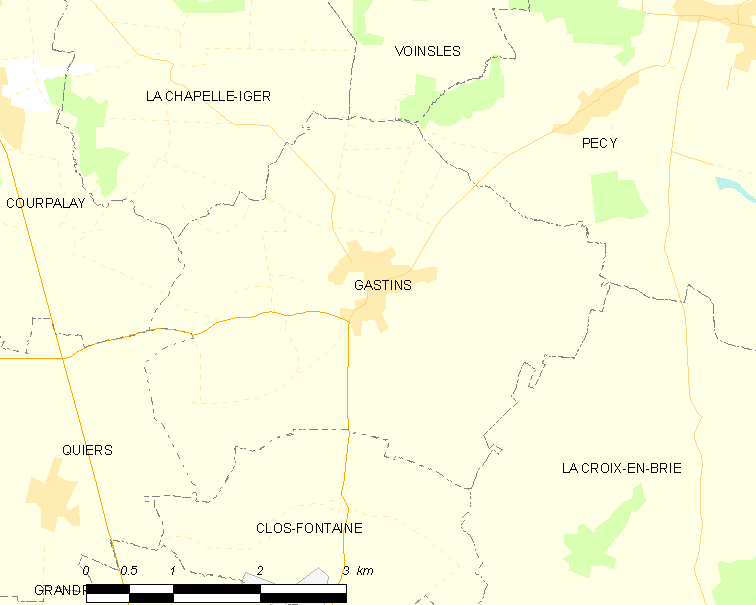
加斯坦的OSM定位图

加斯坦的时区为UTC+01:00、UTC+02:00（夏令时）。

## 行政
加斯坦的邮政编码为77370，INSEE市镇编码为77201。

## 政治
加斯坦所属的省级选区为楠日县。

## 人口

1962-2008年间加斯坦人口变化图示

加斯坦于2022年1月1日时的人口数量为722人。